# Gmina związkowa Freinsheim
Gmina związkowa Freinsheim (niem. Verbandsgemeinde Freinsheim) – gmina związkowa w Niemczech, w kraju związkowym Nadrenia-Palatynat, w powiecie Bad Dürkheim. Siedziba gminy związkowej znajduje się w mieście Freinsheim.

## Podział administracyjny
Gmina związkowa zrzesza osiem gmin, w tym jedną gminę miejską (Stadt) oraz siedem gmin wiejskich:
1. Bobenheim am Berg
2. Dackenheim
3. Erpolzheim
4. Freinsheim
5. Herxheim am Berg
6. Kallstadt
7. Weisenheim am Berg
8. Weisenheim am Sand